# تیم دوچرخه‌سواری وان
تیم دوچرخه‌سواری وان (انگلیسی: ONE Pro Cycling) یک تیم دوچرخه‌سواری در بریتانیا است.
این تیم که در سال ۲۰۱۵ تأسیس شده در سال ۲۰۱۶ در تورهای حرفه‌ای قاره‌ای دوچرخه‌سواری شرکت کرده است.